# 역사지진

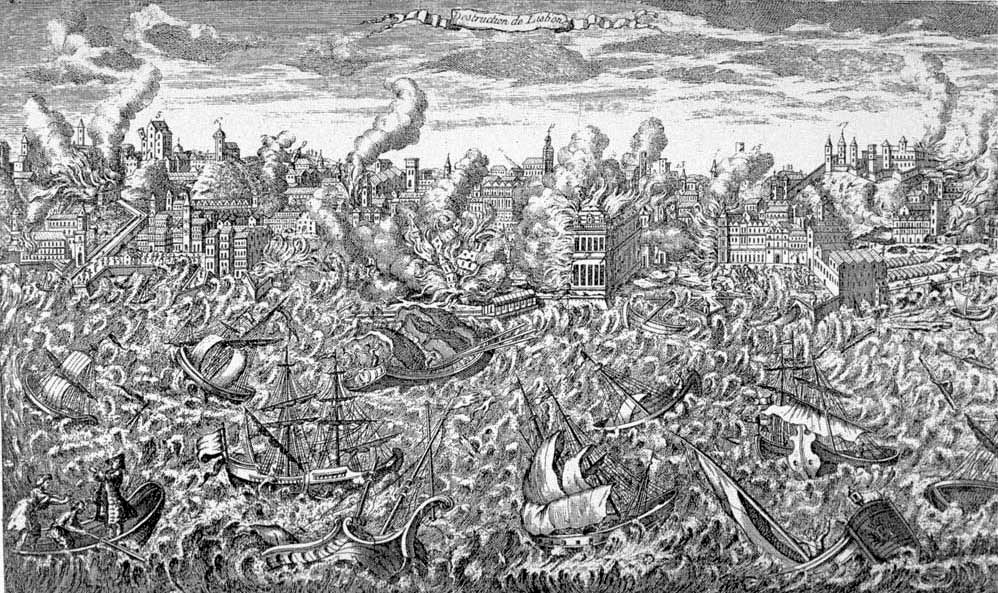
1755년 리스본 지진을 묘사한 그림.

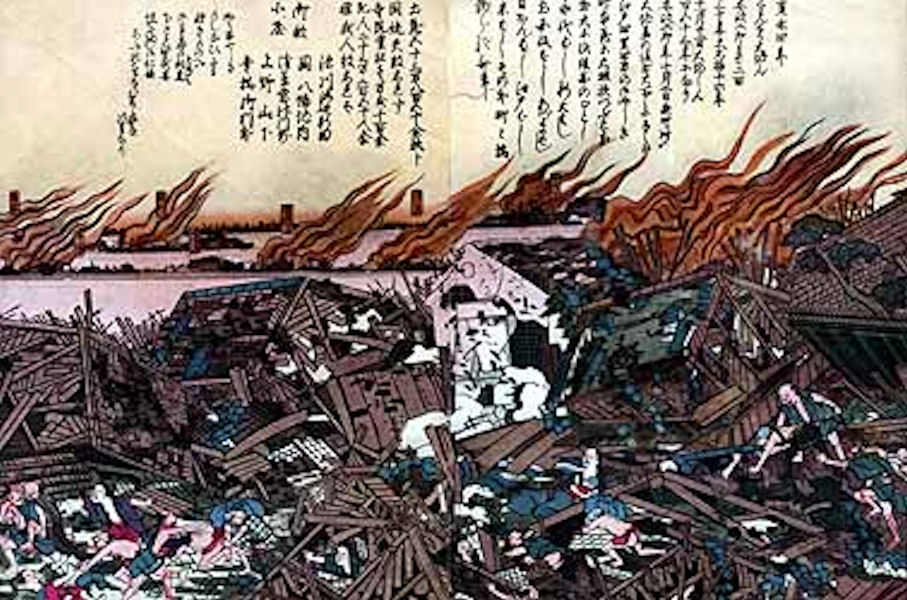
1855년 안세이 에도 지진을 묘사한 그림.

역사지진(歴史地震, historical earthquake)은 역사 시대에 일어난 지진 중 지진계를 비롯한 현대 관측기기가 존재하지 않았던 시대에 일어났던 지진을 의미한다. 역사지진은 고문서나 재해기념비 등 고고학, 역사학적 유물로 남아 전해내려오는 기록으로 추정한다. 역사 시대 이전의 선사 시대의 지진과 같이 묶어서 고지진이라고 부르기도 한다. 역사지진을 연구하는 역사학 및 고고학 분야를 지진고고학이라 부른다.
일본은 메이지 시대인 1885년부터 지진계를 비롯한 관측기기를 통한 근대적 지진관측이 시작되었기 때문에, 일본 지진학계에선 일반적으로 1884년 이전에 일어난 지진을 역사지진이라 부른다. 대한민국에선 한반도에서 1905년 최초로 지진계를 도입하여 관측을 시작하여, 이 이전 지진을 역사지진이라 통칭한다.

## 같이 보기
- 지진고고학
- 역사상 지진해일 목록